# Jørgen Aall (1806–1894)
Hans Jørgen Christian Aall, född på Nes den 4 november 1806, död den 24 februari 1894, var en norsk ämbetsman, son till Jakob Aall.
Aall utnämndes 1840 till överrättsassessor i Bergen samt 1846 till amtman i Bratsbergs amt. I stortinget representerade Aall två gånger Bergen (1842 och 1845), och från 1851 till 1869 var han sitt amts ständige representant, utom 1857, då han undanbad sig omval. Hans arbetsamhet, mångsidighet och oberoende ekonomiska ställning gjorde honom till en av stortingets mest inflytelserike medlemmar; från 1851 till 1869 blev han alltid vald till president. År 1877 tog han avsked från amtmansämbetet, utan att anhålla om pension, men stortinget beviljade honom 1878 utan debatt en årlig nationalbelöning av 6 000 kronor. Vid Köpenhamns universitets jubelfest 1879 blev han juris hedersdoktor.